# Péronville
Péronville ist eine französische Gemeinde mit 260 Einwohnern (Stand: 1. Januar 2022) im Département Eure-et-Loir in der Region Centre-Val de Loire. Sie gehört zum Arrondissement Châteaudun und ist Mitglied im Gemeindeverband Communauté de communes Cœur de Beauce. Die Einwohner werden Péronvillois und Péronvilloises genannt.

## Geographie
Péronville liegt etwa 18 Kilometer östlich von Orléans. Umgeben wird Péronville von Nachbargemeinden Bazoches-en-Dunois im Norden, Guillonville im Nordosten, Villeneuve-sur-Conie im Osten, La Chapelle-Onzerain im Südosten, Villamblain im Süden, Villampuy im Westen und Südwesten sowie Varize im Westen und Nordwesten.

## Bevölkerungsentwicklung
| Jahr                       | 1962 | 1968 | 1975 | 1982 | 1990 | 1999 | 2006 | 2018 |
| Einwohner                  | 435  | 381  | 272  | 244  | 228  | 235  | 293  | 270  |
| Quellen: Cassini und INSEE |      |      |      |      |      |      |      |      |

## Sehenswürdigkeiten
- Kirche Saint-Pierre